# Мариано Ариста
Мариано Ариста е мексикански военачалник и политик, президент на Мексико от 1851 до 1853 година. Ветеран от Мексиканско-американската война.
Започва своята кариера на военен в испанската армия, по-късно се присъединява към революционната армия на Аугустин де Итурбиде. Служи под ръководството на Антонио Лопес де Санта Ана по време на опитите за потушаване на „Тексаската революция“ от 1836 година.
През 1846 г. Ариста поема командването на „Северната армия“ на Мексико и е изпратен да изгони нахлулите в Тексас американски военни. В резултат на тези сблъсъци започва Мексиканско-американската война от 1846 до 1848 година. Ръководи мексиканските военни части в битката при Пало Алто и битката при Ресака де ла Палма.
След битката при Ресака де ла Палма, мексиканското правителство отзовава Ариста от командването на „Северната армия“.
През 1851 г. Мариано Ариста наследява Хосе Хуакин Херера на президентския стол на Мексико, търсейки начина да стабилизира страната си. През 1853 година е свален и отива в изгнание в Португалия.
Умира на 7 август 1855 г.в Лисабон. През 1880 г. тленните му останки са върнати в Мексико от Либералната фракция, и е обявен за национален герой.